# Octavius Pickard-Cambridge
Octavio Pickard-Cambridge (3 de novembre de 1828, parròquia de Bloxworth, Dorset - 9 de març de 1917, ibíd.) va ser un sacerdot i zoòleg britànic.
Se'l confon de vegades amb el seu nebot, Frederick Octavius Pickard-Cambridge (1860-1905), també aracnòleg.

## Biografia
Després de fer la carrera de dret, va ingressar el 1855 a la Universitat de Durham amb la finalitat d'estudiar teologia. El 1860, es va convertir en capellà i l'any 1868 va succeir al seu pare a Bloxworth com a rector eclesiàstic. Va romandre en aquesta ciutat tota la seva vida.
Va estudiar principalment els ocells i els aràcnids. El seu interès en aquest últim grup es deu a la seva trobada amb John Blackwall el 1854. En conseqüència, va dedicar molt temps al seu estudi i es va convertir en un dels millors especialistes del món. Va descriure un gran nombre d'espècies a partir de mostres enviades des de tots els continents.
Es va convertir en membre de la Royal Society el 9 de setembre de 1887.

## Abreviatura taxonòmica
L'abreviatura Pickard-Cambridge s'empra per a indicar a Octavius Pickard-Cambridge com autoritat en la descripció i classificació científica en zoologia.

## Obra
- "Arachnida", a Encyclopædia Britannica, 9ª ed. Vol. II (Edimburg, 1875)
- The Spiders of Dorset: From the 'Proc. of the Dorset Natural History and Antiquarian Field Club.' (Sherbourne, 1879–82)
- Araneidea. Scientific Results of the Second Yarkand Mission. (Calcuta, 1885)
- Monograph of the British Phalangidea or Harvest-Men. (Dorchester, 1890)